# Nossa Senhora do Rocio
Nossa Senhora do Rosário do Rocio, popularmente conhecida como Nossa Senhora do Rocio, é um título mariano pelo qual a Igreja Católica venera a Santíssima Virgem Maria. Sob essa designação é particularmente cultuada no município de Paranaguá, no Paraná, tendo sido proclamada Padroeira e Rainha perpétua do estado. Paranaguá foi a primeira cidade da América a ter igreja com este Título Mariano, tendo sido nesta cidade que ocorreu o encontro da imagem da santa. O atual Santuário erguido em sua honra, foi construído em 1920, às margens da Baía de Paranaguá, e a sua planta é de autoria do grande pintor norueguês, Alfredo Andersen.

## História
Segundo a professora e cronista parnanguara, Sirlene Machado, a devoção a Nossa Senhora do Rocio tem raízes profundas no coração dos paranaenses, pois data de meados do século XVII, pouco tempo após a elevação de Paranaguá à condição de Vila, em 1648.  
Segundo o livro tombo da Paróquia de Nossa Senhora do Rosário, já em 1686 os habitantes da então Vila de Nossa Senhora do Rosário, haviam recorrido aos favores de Nossa Senhora Rocio para que Ela os livrasse do terrível flagelo da Peste que assolava o litoral nessa época. Têm-se notícias que os habitantes desta localidade receberam este favor, e a peste foi milagrosamente banida do litoral do Paraná.

### A Pesca Milagrosa
Segundo registros históricos, na primeira quinzena do mês de novembro, um pescador de alcunha "Berê", ao jogar as redes na Baía de Paranaguá, pescou milagrosamente uma imagem de Nossa Senhora do Rosário, de 35 centímetros. Depois deste feito, nunca mais faltaram peixes nas redes de Berê. Mais tarde ele passou a chamar a "santinha" de Nossa Senhora do Rocio.

### A Lenda das Rosas Loucas
Uma outra versão, menos conhecida, explica o milagroso achado da imagem. Segundo a lenda, na região onde hoje está localizado o majestoso Santuário, existiam grandes touceiras de rosas, que floresciam sempre no mês de novembro. Estas rosas eram chamadas de "loucas" por conta da facilidade com que se despetalavam, mesmo à mais suave brisa vinda do mar. Em uma noite iluminada pela luz da lua, alguns pescadores viram um facho luminoso que, saindo do mar, descrevia uma curva e mergulhava nas moitas das perfumadas rosas. Acreditando que o clarão seria um aviso divino, que indicasse a existência de algum tesouro enterrado, foram averiguar. Lá, ao invés de ouro ou pedras preciosas, encontraram uma pequena imagem de Nossa Senhora do Rosário, que por estar coberta com gotículas de orvalho, deram o nome de "Rocio".

### O significado do nome "Rocio"
Segundo Monsenhor Vicente Vítola, o termo Rocio, com a sílaba tônica na letra I, vem do latim Roscivum, que significa orvalho. A palavra orvalho simboliza as constantes e ininterruptas bênçãos e favores, que o povo paranaense recebe continuamente da Virgem Mãe.

### Rainha e Padroeira do Paraná
Devido aos muitos milagres e graças alcançadas, atribuídas à sua intercessão, a devoção se espalhou em todo o Paraná, e de diversos lugares as multidões vão em romarias à Paranaguá. Assim, no dia 30 de julho de 1977, o papa São Paulo VI, declarou Nossa Senhora do Rocio como Rainha e a Padroeira do estado do Paraná, ad aeternum, e no dia 20 de julho, o então governador do estado, Jaime Canet, oficializou, civilmente, esta declaração.

## A Festa de Nossa Senhora do Rocio
O primeiro Registro Histórico da Festa de Nossa Senhora do Rocio é datado do ano de 1813. O novenário é realizado entre os dias 06 e 14 de novembro, e no dia 15 de novembro é comemorado o dia da Festa da Padroeira.
Além da programação religiosa, o Santuário organiza uma feira com barraquinhas de gastronomia e produtos em geral. As atividades sociais se estendem até o dia 22 de novembro.

### Procissões em honra da Padroeira do Paraná
Todos os anos, é tradição em Paranaguá, que a imagem de Nossa Senhora do Rocio seja levada nas seguintes procissões:

##### Procissão Solene
Realizada anualmente no dia 15 de novembro, com saída, tradicionalmente às 16h, do Santuário do Rocio rumo à Catedral de Nossa Senhora do Santíssimo Rosário

##### Procissão do Retorno ao Santuário do Rocio
Realizada no dia 16 de novembro percorrendo o trajeto inverso. (Cerca de 3km)

##### Procissão Marítima
Centenas de barcos saem da Rua da Praia, rumo ao Santuário do Rocio, passando pelo Porto de Paranaguá

##### Procissão Motorizada
Milhares de veículos percorrem vários bairros da cidade, atrás do carro que leva o andor da Virgem.

##### Cavalgada
Realizada pela primeira vez no ano de 2013.
A procissão solene realizada no dia 15 de novembro, é a maior procissão da Região Sul do Brasil, e reúne cerca de 150 mil fiéis a cada edição.